# Ёргия
Ёргия (лат. Yorgia waggoneri) — вид эдиакарской биоты из семейства Yorgiidae типа проартикулят. Является типовым и единственным в роде ёргий (Yorgia).

## История открытия, происхождение названия
Найдена на исходе XX века на Зимнем берегу Белого моря в Приморском районе Архангельской области России и названа так А. Ю. Иванцовым по реке Ёрге. Видовое название дано в честь Б. Ваггонера, нашедшего первый экземпляр.

## Описание, морфология, образ жизни

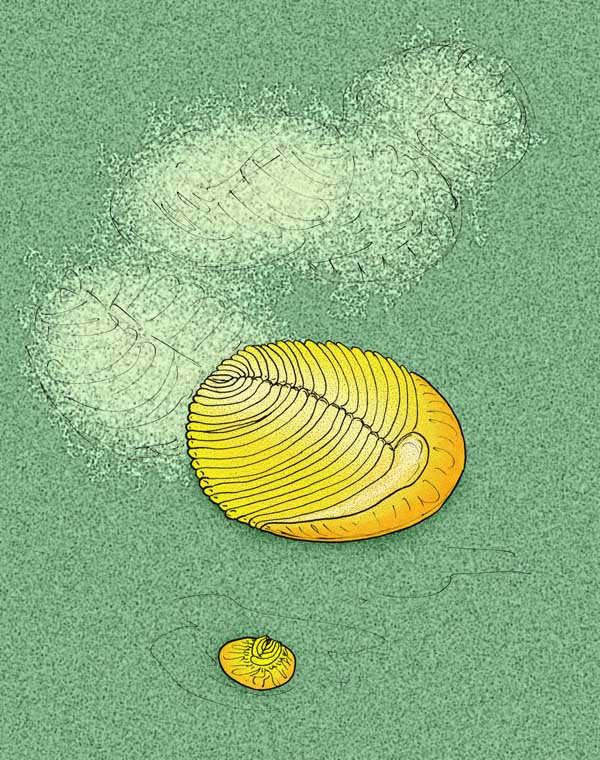
Ёргия (реконструкция)

Тело ёргии почти округлое, а точнее слегка яйцевидной формы, с приострённым задним концом. Отношение длины к ширине приближается к единице. Длина колеблется от 1 до 21,5 см. Тело относительно толстое, с уплощёнными верхней и нижней сторонами. Впрочем, по теории «картонки для яиц» Д. В. Гражданкина и М. Б. Бурзина, у ёргий, как и у других вендобионтов, не было, по сути, ни «толщины», ни, соответственно, верхней и нижней стороны: их тела представляли собой тонкие, почти плоские, гофрированные мембраны, неподвижно лежавшие на морском дне и поглощавшие из воды растворённую в ней органику. Другая, более поддерживаемая на текущий момент теория, теория «стёганого одеяла», описывает тела вендобионтов как широкие ленты со вздутиями; при этом предполагается, как и в вышеописанной версии, что животные не имели внутренних органов, а питались и дышали за счёт диффузии через поверхность тела — благо отношение поверхности к объёму было весьма значительным (вендобионты могли достигать огромных размеров в длину-ширину, при этом их толщина всегда была значительно меньше). Также есть предположение, что эти организмы были автотрофными, как современные погонофоры и некоторые другие глубоководные животные: в их теле жили многочисленные симбионты — одноклеточные водоросли и/или хемоавтотрофные бактерии, благодаря чему животные-хозяева были независимы от внешних источников пищи. Наконец, по одной из версий, вендобионты и, соответственно, ёргии всё же имели некоторые внутренние органы, по крайней мере, пищеварительную систему. Подробнее об этом см. ниже.
Тело ёргии делится на нерасчленённую переднюю часть («голову») и расчленённую, составляющую бо́льшую часть тела. Изомеры расчленённой области, как и у прочих проартикулят, расположены по обеим сторонам от воображаемой продольной оси тела, со сдвигом друг относительно друга примерно на половину ширины изомера. Крайний передний изомер (расположенный у более широкого конца тела) заметно шире остальных и далеко заходит на противоположную сторону, вдаваясь в нерасчленённую область. Все изомеры узкие и длинные, примерно одинаковой ширины. От тупого конца тела к приострённому (т. е. от передней части тела к задней) длина изомеров уменьшается, а угол, образуемый с осью, плавно изменяется с 90° до 0°. Боковые концы изомеров заострены и загнуты в сторону заднего края тела. Количество изомеров — 23—35 пар и не зависит от размеров тела. На поверхности нерасчленённого поля явно различимы углубления, которые трактуются как остатки саеса (системы пищеварительных желёз).

### Морфология детского организма

Ёргия на личиночной стадии. Цифрами 1 и 2 обозначена первая пара изомеров, пунктиром — следы предполагаемой саесы

Была найдена ёргия на ювенильной стадии развития организма, диаметром всего 7,8 мм. У этого экземпляра расчленённая область занимает лишь треть общей площади тела, а все изомеры располагаются под очень небольшим углом к продольной оси тела, и со всех сторон, за исключением заднего конца, окружены нерасчленённой областью. На ней также можно рассмотреть ямчато-бороздчатые углубления.

## Цепочки следов

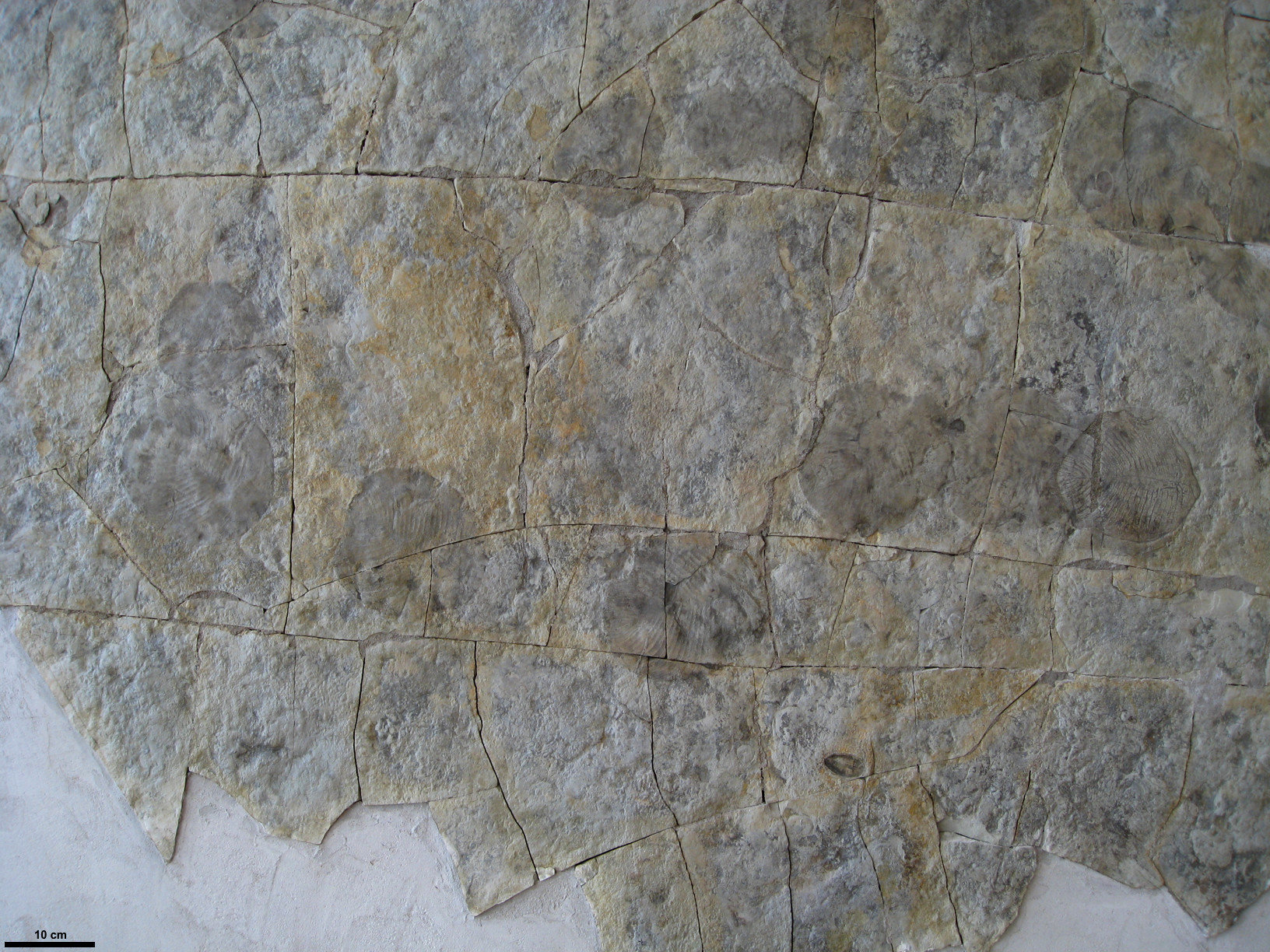

В самом конце XX века в Зимних горах на побережье Белого моря было обнаружено богатое местонахождение ископаемых организмов, названное «Ёргиевый пласт». Обратило на себя внимание оно не только количеством и разнообразием найденных в нём следов организмов, но и качеством их отпечатков: около почти каждого негативного отпечатка наблюдалось скопление равных ему по размеру и форме позитивных. Было замечено, что одинаковые позитивные отпечатки складываются в цепочки, на концах которых часто находится отпечаток, выраженный в негативном рельефе. Существовало три возможных объяснения наблюдаемому явлению: при первом каждый отпечаток принадлежал отдельному организму; при втором негативный отпечаток в цепочке принадлежал непосредственно животному, а позитивные — его репликам; при третьем негативный отпечаток принадлежал организму, а позитивные — его линочным чехлам. В итоге подтвердилась вторая версия. Во-первых, все отпечатки в цепочке были совершенно одинаковыми, не только одного размера, но и единой структуры; наблюдались даже следы прижизненных повреждений организмов, исправно повторявшиеся в рамках одной цепочки. Во-вторых, часто несколько отпечатков накладывались друг на друга, сохраняя собственный рельеф. Эти следы позволили учёным сделать множество выводов и предположений о жизни ёргий.
Более тщательное исследование образцов позволило утверждать, что всё обширное место захоронения было покрыто органической (вероятно, водорослево-бактериальной) плёнкой. Это значит, что позитивные отпечатки — как бы «выгравированные» на поверхности микробного мата следы питания ёргий, неподвижно сидевших на нём. Одинаковая сохранность всех следов в цепочке, даже в весьма длинных, говорит о том, что перенос организма с одного места на другое не мог произойти в результате действия водных потоков, как предположил вначале Е. Дзик, а совершался самим организмом, а также то, что перемещение организма в пределах наблюдаемой цепочки было достаточно быстрым, т. е. организм долго не задерживался на одном месте. Отсутствие на отпечатках каких-либо дефектов, указывающих на отталкивание тела от грунта (кроме разве что размытости краёв позитивных отпечатков), указывает на плавный характер движения. Сама поверхность мата не сохранила никаких следов передвижения ёргий. Можно предположить, что перемещение осуществлялось за счёт волнообразных изгибаний боковых краёв тела, или же работы мерцательного эпителия, который мог существовать у этих животных. С его помощью ёргии также могли захватывать и перемещать частички органического субстрата в особые вытянутые карманы, протягивавшиеся поперёк и вдоль оси тела организма: следами этих предполагаемых карманов считаются депрессии и песчаные слепки на отпечатках организмов. В системе карманов, по всей своей длине сообщавшихся с внешней средой, происходило пищеварение. Впрочем, это уже догадки. А вот что можно сказать вполне определённо, так это то, что характер движения ёргии был направленным, то, что у животного была выражена передняя и задняя части тела, и то, что передняя часть находилась в более широкой стороне тела, там, где была нерасчленённая область: на всё это указывает чёткая ориентация следов в пределах одной цепочки, направленная головным концом вперёд, к завершающему цепочку негативному отпечатку организма.
В «Ёргиевом пласте» были найдены такие же цепочки отпечатков дикинсоний, а также новооткрытого, установленного исключительно по репликам на грунте, животного — эпибайона; но больше всего «наследили» здесь ёргии. Им же принадлежит и рекорд длины цепочки — 4,3 м. Именно благодаря этой ценной находке ёргии стали широко известны и популярны в палеонтологической среде.
Считается, что найденные цепочки следов являются доказательством того, что оставившие их существа, а значит, и все проартикуляты — животные. Это первое подобное доказательство для вендской фауны. Также эти массовые отпечатки дикинсоний и ёргий окончательно подтвердили, что у них (а значит, и у остальных проартикулят, по-видимому, тоже) не существовало ног или подобных им придатков.